# Народний хор

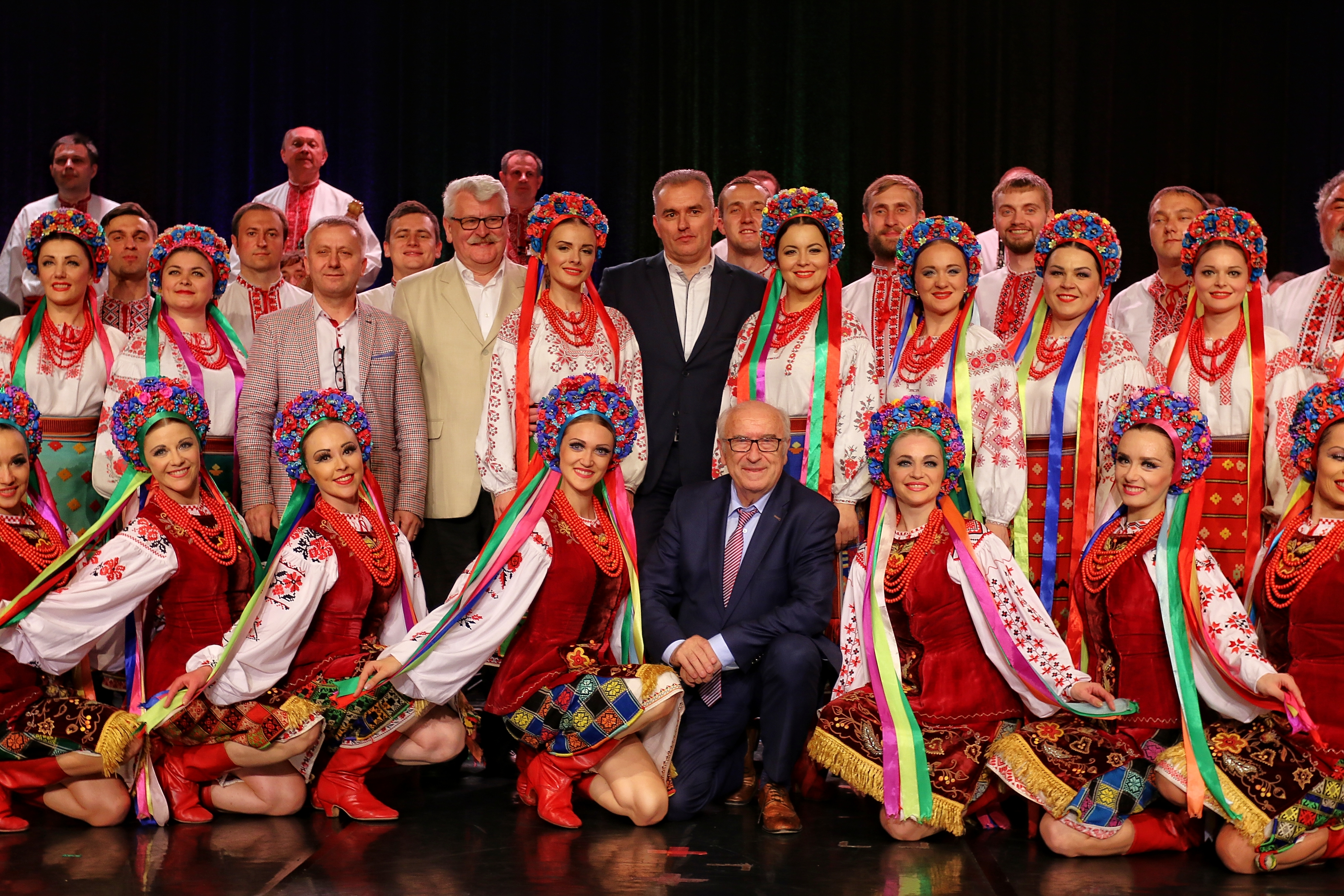
Народний хор імені Г. Верьовки

Наро́дний хор — в українській термінології особливий тип хору, що відрізняється від академічного та церковного манерою співу. Особливості народного хору визначаються специфічним характером співацького звуку в манері, властивій традиціям народного співу тієї чи іншої області, краю, району. Для народного хорового виконавства типові імпровізаційність, варіаційність, підголосочність, наявність ведучого співака при відсутності диригента (часто ці хори на концертах співають без диригента), використання натурального регістрового звучання голосів. На думку дослідників, корені народного хорового виконавства сягають у глиб століть і визначили будову і склад партитур раннього знаменного багатоголосся, зокрема строчного співу, що характеризувалась провідною роллю середнього голосу на відміну від сформованого пізніше західноєвропейського класичного хорового виконавства, що характеризується провідною роллю верхнього голосу.
Створення перших хорових колективів, що спеціалізувались на виконанні народних пісень припадає на кінець XIX — початок XX ст. Так, наприкінці XIX ст. П. Демуцький створив на Черкащині перший народний хор, який «виконував пісні в етнографічних записах, дотримуючись специфічних стильових і фактурних виконавських засад», У 1905 році М. Леонтович засновує хор робітників у м. Тульчині, у 1919 році в Києві музичним відділом Міністерства освіти УНР утверджується Українська республіканська капела (керівники — О. Кошиць та К. Стеценко). Вже в умовах радянської окупації були створені капела-студія ім. Леонтовича (1922–1925 рр., керівники Г. Верьовка та Е. Скрипчинська), хор-студія ім. К. Стеценка (1922–1924 рр., керівники М. Вериківський та В. Верховинець). Паралельно, починаючи з 1910-х років в Росії хори селян організовує М. Пятницький. Подальший розвиток хорового виконавства був пов'язаний із підтримкою партійним керівництвом культурних програм зі стимулювання народної творчості, залучення мас до участі в різноманітних самодіяльних колективах.
Перший в Україні народний хор, що продовжує своє існування і відрізняється від академічних манерою співу заснував Г. Верьовка в 1943 р., (з 1965 року — Заслужений академічний народний хор ім. Г. Верьовки, нині — Національний заслужений академічний народний хор України ім. Г. Верьовки). До репертуару хору увійшли обробки народних пісень та авторські пісні, в тому числі комуністичні пісні (автором багатьох із них був сам Г. Верьовка). За цим взірцем були створені інші професійні народні колективи України, зокрема Закарпатський, Чернігівський, Черкаський, Волинський, що отримали статус академічних. У 1960-х роках специфіка народних хорів вперше отримала теоретичне обгрунтування в роботі А. Гуменюка. Факультети народного співу та студентські народні хори були відкриті у навчальних закладах, зокрема в КНУКіМ.
Після повалення СРСР популярність народних хорів поступово знижується внаслідок, з одного боку, зростання попиту на естрадну музику, а з іншого — прагнення відродити автентичні фольклорні традиції.